# Giacomo Giuseppe Saratelli
Giacomo Giuseppe Saratelli (* 1714 in Padua; † 1762 in Venedig) war ein in Venedig tätiger Musiker und Komponist. Saratelli komponierte vor allem sakrale Chormusik sowie Instrumentalmusik.

## Leben und Werk
Saratelli war ein Schüler Antonio Lottis, des damaligen Kapellmeisters an San Marco, der ihn protegierte und ihn gelegentlich als Stellvertreter einsetzte.
In der Literatur wird Saratelli gelegentlich mit seinem gleichnamigen Vater verwechselt, der 1699 das Oratorium „Maria Vergine in traccia di Gesü smarrito“ komponierte. Sein Vater veröffentlichte in den Jahren 1711 bis 1719 Werke in Padua.
1736 ist Saratelli als Erster Organist an San Marco nachgewiesen, 1740 als vice-maestro di cappella,
Von 1732 bis 1739 war er maestro di coro am Ospedale dei Mendicanti in Venedig, eine der renommiertesten Musikschulen ihrer Zeit.
1747 wurde er als Nachfolger von Antonio Lotti als Kapellmeister an San Marco in Venedig berufen, einen Posten, den er bis 1752 bekleidete.
Ein Porträt von ihm ist am Konservatorium Bologna erhalten.

## Werke (zugeschrieben)
- Laudate pueri (Psalm 112), 11 Sätze für Chor und Orchester und Basso continuo,  1746.
- Ad domuninum cum tribularer (Psalm 119), Komposition für drei Singstimmen.
- Veni creator spiritus, 1757. MS
- La regina Ester, Oratorium. MS
- Maddalena Conversio, Oratorium, Libretto Carlo Goldoni. MS
- Bassi per esercizio d'accopagnamento al'antico, MS